# فرشيلي الكتاب

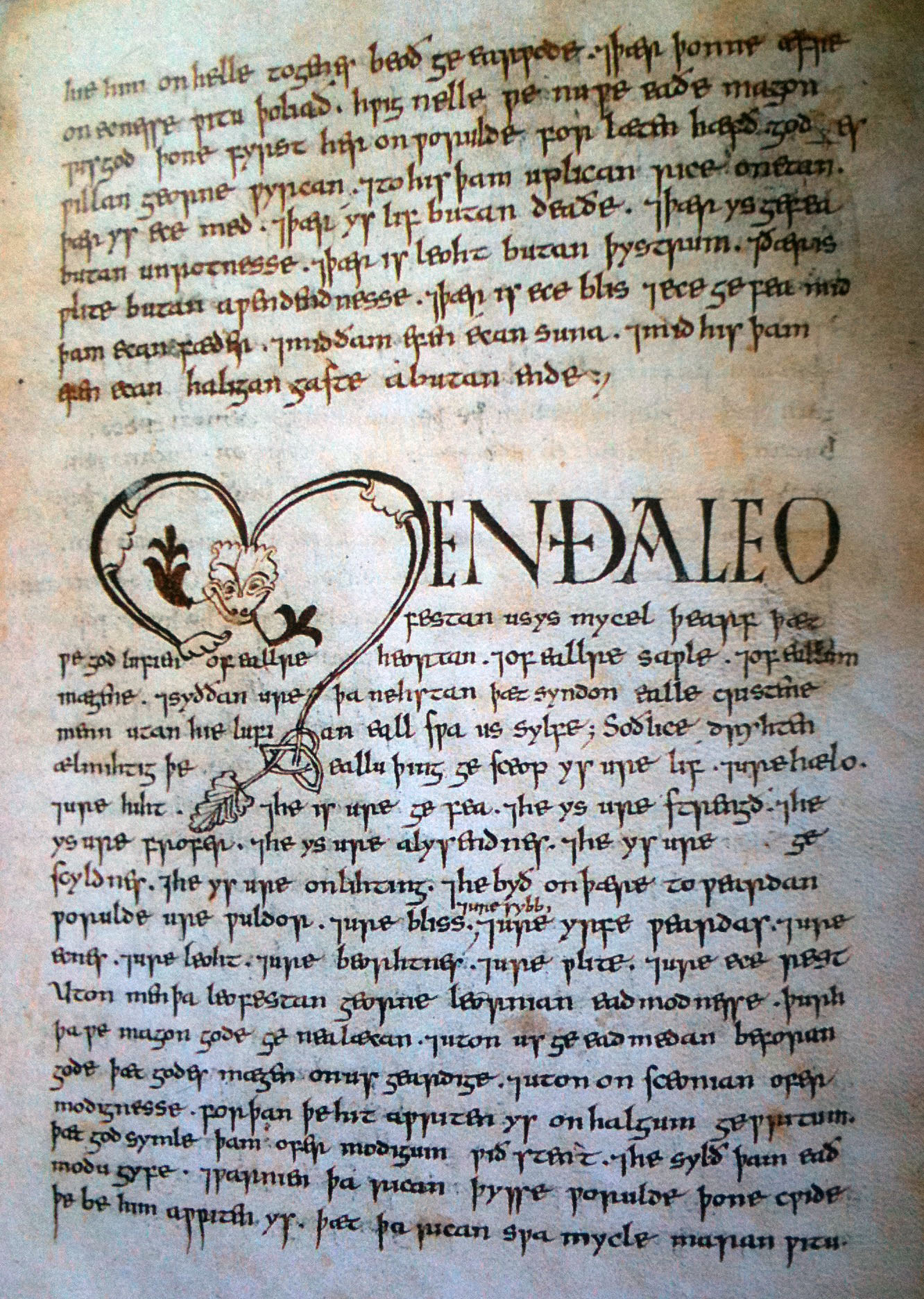

فرشيلي الكتاب (بالإنجليزية: Vercelli Book)‏  هو واحد من أقدم أربعة الإنجليزية القديمة الشعري المخطوطات (الآخرين يجري جونيوس المخطوطة، إكستر الكتاب، نويل). 
وهو عبارة عن مختارات من الإنجليزية القديمة النثر والشعر الذي يعود إلى أواخر القرن 10. المخطوطة الموجودة في مكتبة فرشيلي في شمال إيطاليا.

## الـمراجع
1. 1 2  المكتبة البريطانية. "Vircelli Book". اطلع عليه بتاريخ 2018-12-27.
2. ↑  وصلة مرجع: https://www.bl.uk/collection-items/vercelli-book.
3. ↑  "معلومات عن فرشيلي الكتاب على موقع britannica.com". britannica.com. مؤرشف من الأصل في 2016-02-01.